# Jessica Forever
Jessica Forever ist französischer Spielfilm der Produktionsfirma Ecce Films aus dem Jahr 2018 und zugleich der erste Langfilm der Regisseure Caroline Poggi und Jonathan Vinel. Er lief auf dem Toronto International Film Festival 2018 und bei den Internationalen Filmfestspielen Berlin 2019 in der Sektion „Panorama“.

## Handlung
In einer ansonsten perfekt erscheinenden Wohlstandsgesellschaft werden kriminelle Jugendliche mit Flug-Drohnen gesucht und von diesen per Kopfschuss getötet. Jessica, eine junge Frau, hat ein Dutzend dieser sogenannten „Orphans“ (Waisen), vor dem sicheren Tod gerettet und mit Armeewaffen ausgestattet. Es bleibt unklar, ob es ihre eigene Wohnung ist, in der sie mit den Orphans lebt, oder eine „besetzte“. In einer der ersten Szenen fokussieren ihre Pupillen wie bei einem Cyborg, aber im weiteren Film handelt sie wie ein menschliches Wesen aus Fleisch und Blut, sowie mit einem ausgeprägten Mutterinstinkt. Sie verzichtet bei Fehlverhalten auf Zurechtweisungen, streichelt ihre Schützlinge, wenn diese sich allein fühlen, beschenkt sie und verordnet feste Erholungsschlaf- und Trainingszeiten. Als einer der „Orphans“ von einer Drohne erkannt und erschossen wird, sendet sie zunächst zwei andere als Kundschafter mit einem Schnellboot zu einer nahen Insel, um dort eine neue und sicherere Zuflucht zu finden. Ein entlegenes, von seinen Besitzern nicht genutztes Luxus-Ferienhaus wird besetzt, und nach der Landung per Fallschirmabsprung erhält jeder Orphan ein eigenes Zimmer. Einer der „Orphans“ verzweifelt dennoch und begeht Suizid, indem er sich mit brennbarer Flüssigkeit übergießt und anzündet. Ein anderer, Michael, lernt beim Baden ein einheimisches Mädchen kennen. Jetzt wird erstmals deutlich, dass es eine Welt jenseits des Unterschlupfs der Jugendlichen gibt. Als Michael mit einem seiner Leidensgefährten nächtlichen Musikgeräuschen folgt und auf einer Party landet, trifft er die Jugendliche wieder, der andere gerät in eine brutale Schlägerei. Trotzdem entsteht zwischen dem Mädchen und dem Jungen eine zarte Liebe. In einer verlassenen Schule verbringen sie ihre erste leidenschaftliche Liebesnacht. Als ein anderer Orphan mit seinem Samuraischwert loszieht und am Strand zwei Einheimische tötet, wissen Jessica und ihr Trupp, dass sie wieder vor den Drohnen fliehen müssen. Aber das wollen sie nicht mehr. Stattdessen verbarrikadieren sie sich im Schulgebäude und erwarten dort die Ankunft einer Armada von Drohnen.
Der langsam erzählte Film lässt vieles vage und offen. Fast traumwandlerisch schaut man den Jugendlichen zu, deren Alltag von Nichtstun und Kämpfen geprägt scheint. Dabei gibt es keinen klaren Protagonisten, die Kamera zeigt abwechselnd verschiedene Akteure, ohne deren Tun zu bewerten oder zu erklären.

## Kritik
Oliver Armknecht sah „ein(en) Film über Außenseiter, über Ausgestoßene“, der „irgendwo zwischen seltsamem Einsamkeitsdrama und Kunstinstallation angesiedelt“ sei.